# Brigitte Mbabi
Brigitte Mbabi Tsheusi, née le  4 mai 2002 à Lubumbashi, est une boxeuse congolaise (RDC) .

## Biographie

### Carrière
Brigitte Mbabi est médaillée d'argent dans la catégorie des moins de 70 kg aux Championnats d'Afrique de boxe amateur 2022 à Maputo, s'inclinant en finale face à la Mozambicaine Alcinda Panguana.
Elle est médaillée de bronze dans la catégorie des moins de 70 kg aux championnats d'Afrique de boxe amateur 2023 à Yaoundé, ainsi qu'aux Jeux africains de 2023 à Accra.
Elle est nommée porte-drapeau de la délégation de la République démocratique du Congo aux Jeux olympiques d'été de 2024 à Paris avec l'athlète Dominique Lasconi Mulamba ; elle est éliminée au premier tour dans la catégorie des moins de 66 kg par la Thaïlandaise Janjaem Suwannapheng.
Aux Championnats d'Afrique de boxe amateur 2024 à Kinshasa, elle obtient la médaille d'or dans la catégorie des moins de 66 kg.